# 1991 au Nouveau-Brunswick
Chronologie du Nouveau-Brunswick
- 1987
- 1988
- 1989
- 1990
- 1991
- 1992
- 1993
- 1994
- 1995

Cette page concerne des événements d'actualité qui se sont produits durant l'année 1991 dans la province canadienne du Nouveau-Brunswick.

## Événements
- Herménégilde Chiasson et Viola Léger sont faits Chevalier des Arts et des Lettres.
- Création du Conservatoire de musique de l'Acadie à Caraquet.
- 23 septembre : 52e élection générale néo-brunswickoise.

## Décès
- 26 avril : Richard Bennett Hatfield, premier ministre du Nouveau-Brunswick.